# 亞韋維里
亞韋維里（西班牙語：Yabebyry），是巴拉圭的城鎮，位於該國南部，由米西奧內斯省負責管轄，距離亞松森257公里，始建於1698年，面積1,010平方公里，海拔高度142米，人口3,337，人口密度每平方公里17.4人。